# كارل لارسون (لاعب كرة قدم)
كارل لارسون (بالسويدية: Karl Larson)‏ هو لاعب كرة قدم سويدي في مركز الدفاع، ولد في 15 سبتمبر 1991 في ستوكهولم في السويد. لعب مع أي كي سيريوس.

## وصلات خارجية
- كارل لارسون (لاعب كرة قدم) على موقع اتحاد السويد (السويدية)
- كارل لارسون (لاعب كرة قدم) على موقع قاعدة بيانات كرة القدم.إي يو (الإنجليزية)
- كارل لارسون (لاعب كرة قدم) على موقع Soccerway.com (الإنجليزية)
- كارل لارسون (لاعب كرة قدم) على موقع عالم كرة القدم.نت (الإنجليزية)